# Gran Premio Industria y Commercio Artigianato Carnaghese
El  Gran Premio Industria y Commercio Artigianato Carnaghese (oficialmente: GP Industria e Commercio Artigianato Carnaghese) es una carrera ciclista italiana de un día disputada en Carnago, en la Provincia de Varese en Lombardía, a finales del mes de agosto.
Fue creada en 1972 como competición amateur. A partir de 1991 se convirtió en profesional en la categoría 1.5, categoría que mantuvo hasta principios de los 2000, hasta la creación de los Circuitos Continentales UCI en 2005 que se integró en el UCI Europe Tour, dentro de la categoría 1.1. En el 2007 también perteneció al Due Giorni Marchigiana.

## Palmarés
En amarillo: edición amateur.
| Año  | Ganador             | Segundo            | Tercero               |         |
| ---- | ------------------- | ------------------ | --------------------- | ------- |
| 1972 | A. Spampinato       |                    |                       |         |
| 1973 | A. Gasparri         |                    |                       |         |
| 1974 | A. Almasio          |                    |                       |         |
| 1975 | Fausto Stiz         |                    |                       |         |
| 1976 | Gabriele Mirri      |                    |                       |         |
| 1977 | M. Magliarisi       |                    |                       |         |
| 1978 | Walter Clivati      |                    |                       |         |
| 1979 | Giancarlo Perini    |                    |                       |         |
| 1980 | Giuseppe Parente    |                    |                       |         |
| 1981 | Patrizio Gambirasio |                    |                       |         |
| 1982 | G. Cretti           |                    |                       |         |
| 1983 | M. Ghirardi         |                    |                       |         |
| 1984 | Remo Gugole         |                    |                       |         |
| 1985 | Mauro Ricciutelli   |                    |                       |         |
| 1986 | Davide Maddalena    |                    |                       |         |
| 1987 | Luigi Cantu         |                    |                       |         |
| 1988 | Eros Poli           |                    |                       |         |
| 1989 | Alberto Passera     |                    |                       |         |
| 1990 | Simone Biasci       |                    |                       |         |
| 1991 | Mirko Gualdi        | Davide Tinivella   | Maurizio Manzoni      |         |
| 1992 | Enrico Pezzetti     | Fabrizio Tarchini  | Paolo Valoti          |         |
| 1993 | Luca Scinto         | Rosario Fina       | Nicola Loda           |         |
| 1994 | Filippo Casagrande  | Gabriele Missaglia | Roberto Pistore       |         |
| 1995 | Giuseppe Tartaggia  | Ivano Zucotti      | Biagio Conte          |         |
| 1996 | Oscar Pozzi         | Gianluca Valoti    | Daniele De Paoli      |         |
| 1997 | Francesco Secchiari | Fabrizio Guidi     | Alessandro Romio      |         |
| 1998 | Gianpaolo Mondini   | Massimo Mondi      | Mirko Celestino       |         |
| 1999 | Mirko Puglioli      | Oscar Pozzi        | Gianluca Tonetti      |         |
| 2000 | Denis Lunghi        | Alberto Ongarato   | Matteo Carrara        |         |
| 2001 | Rafael Nuritdinov   | Davide Frattini    | Alessandro Guerra     |         |
| 2002 | Paolo Bossoni       | Massimiliano Mori  | Michele Gobbi         |         |
| 2003 | Michele Gobbi       | Dave Bruylandts    | Timothy Jones         |         |
| 2004 | Christian Murro     | Tiaan Kannemeyer   | Paul Crake            |         |
| 2005 | Simon Gerrans       | Paul Crake         | Murilo Fischer        |         |
| 2006 | Félix Cardenas      | Jakob Piil         | Kanstantsín Siutsou   |         |
| 2007 | Aurélien Passeron   | Moisés Aldape      | Niklas Axelsson       |         |
| 2008 | Francesco Ginanni   | Matteo Montaguti   | Christian Pfannberger |         |
| 2009 | Francesco Ginanni   | Daniele Callegarin | Giovanni Visconti     |         |
| 2010 | Ivan Basso          | Giairo Ermeti      | Daniele Colli         |         |
| 2011 | Giovanni Visconti   | Simone Ponzi       | Manuel Belletti       |         |
| 2012 | Diego Ulissi        | Andrea Palini      | Daniel Oss            |         |
| 2013 | Marco Prodigioso    | Giorgio Bocchiola  | Oliviero Troia        |         |
| 2014 | Marco Tizza         | Simone Bettinelli  | Andrea Vaccher        |         |
| 2015 | Leonardo Basso      | Francesco Rosa     | Nicola Gaffurini      |         |
| 2016 | Simone Consonni     | Leonardo Bonifazio | Davide Orrico         |         |
| 2017 | Anulado             | Anulado            | Anulado               | Anulado |
| 2018 | Leonardo Marchiori  | Christian Scaroni  | Giovanni Lonardi      |         |
| 2019 | Francesco Baldi     | Stefano Oldani     | Savva Novikov         |         |

## Palmarés por países
| País       | Victorias |
| ---------- | --------- |
| Italia     | 43        |
| Australia  | 1         |
| Colombia   | 1         |
| Francia    | 1         |
| Suiza      | 1         |
| Uzbekistán | 1         |